# Rakotule
Rakotule (en italien : Raccotole) est une localité de Croatie située en Istrie, dans la municipalité de Karojba, dans le comitat d'Istrie. En 2001, la localité comptait 234 habitants.

## Démographie
| 1948 | 1953 | 1961 | 1971 | 1981 | 1991 | 2001 |
| ---- | ---- | ---- | ---- | ---- | ---- | ---- |
| 426  | 412  | 367  | 303  | 258  | 228  | 234  |